# 維尼察
維尼察是北馬其頓东部维尼察市镇内的城镇及其行政中心。主要的產業是農業。城镇人口数量为10,863人（2002年），而整个市镇的人口数量则为19,938人。